# 洪昇揚
洪昇揚（1981年7月21日—）是一名台灣男導演。
2012，執導短片《Mr. Monster》參加2012年坎城單元短片角落觀摩影片
2013，執導首部獨立製作長片《天舟之戰》，以200萬美金低成本的預算製作出科幻劇情片，獅門影業購買發行權。
2015，執導《一萬公里的約定》，於2016年12月16日全亞洲同步上映。入圍2017大阪亞洲電影節競賽單元。
2019，執導HBO asia 的科幻鉅製《獵夢特工》
2023，執導電影《Mr. Monster Reborn》